# مودم کابلی

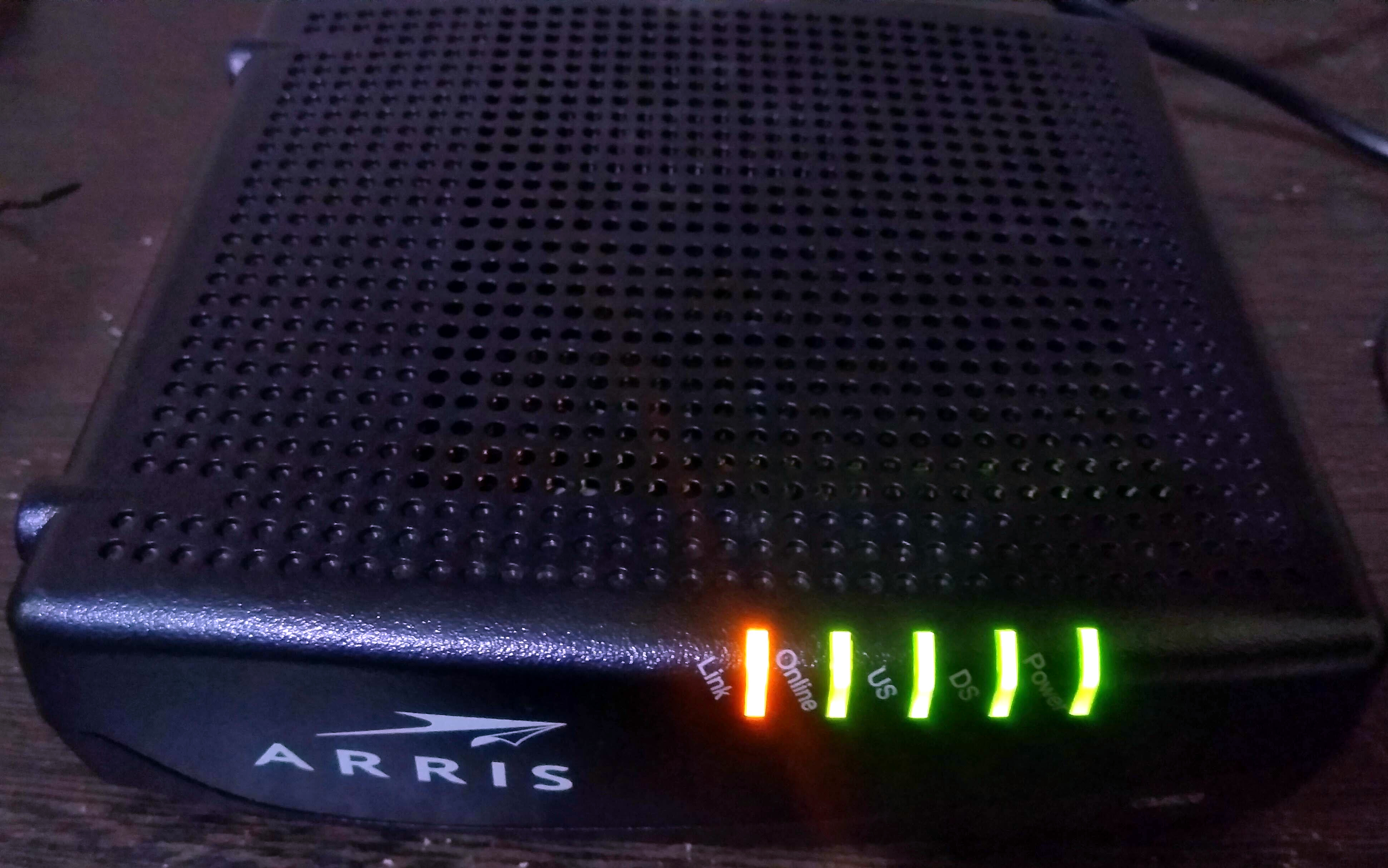
نمونه‌ای از مودم کابلی

مودم کابلی (انگلیسی: Cable modem) نوعی از پل شبکه برای دسترسی به اینترنت است، که از طریق کانال‌های فرکانس رادیویی بر روی یک فیبر نوری ترکیبی، فرکانس رادیویی شیشه‌ای و زیرساخت کابل کواکسیال، ارتباط داده دو طرفه را برقرار می‌نماید. بیشترین استفاده از مودم‌های کابلی در زیرساخت‌های اینترنت کابلی است، که امکان دسترسی به پهنای باند اینترنتی را میسر می‌کنند. مودم کابلی نخستین بار در سال ۱۹۷۹ توسط ناسا در مرکز فضایی جانسون مورد استفاده قرار گرفت.